# Lamprosomatinae
Lamprosomatinae là một phân họ bọ cánh cứng trong họ Chrysomelidae.

## Các chi
Phân họ này gồm một số chi chọn lọc như:
- Lamprosoma Kirby, 1818
- Oomorphoides
- Oomorphus Curtis, 1831